# 聖伊西德羅區 (利馬省)

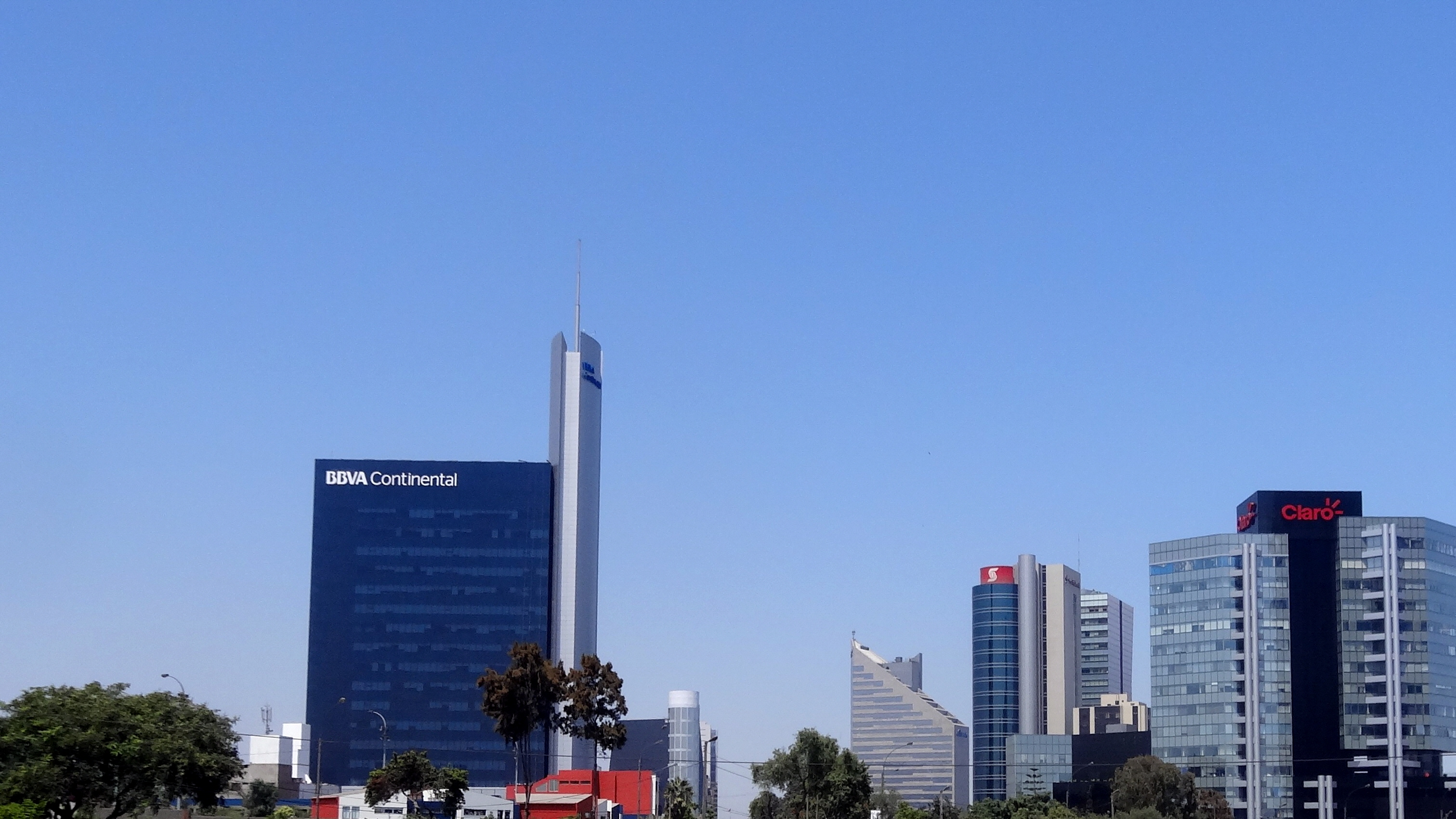

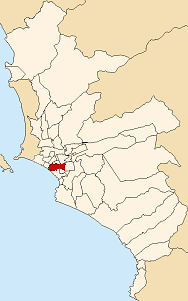

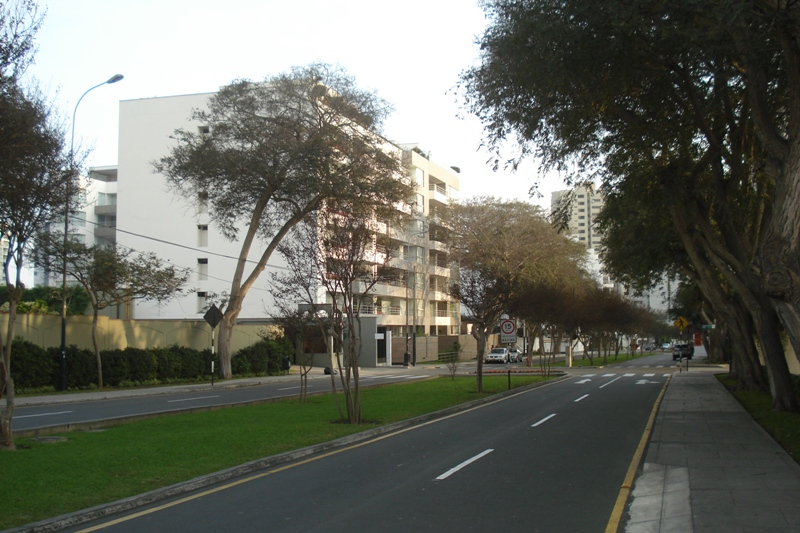

聖伊西德羅區（西班牙語：Distrito de San Isidro），是秘魯的一個區，位於該國西部利馬大區的利馬省，始建於1931年4月24日，面積9.36平方公里，海拔高度109米，2017年人口60,735，人口密度每平方公里6,200人。
圣伊西德罗是利马生活成本最高的三个区之一。是利马的金融区，是众多国内外银行与保险公司的办公地，区内设有57家外国使馆。圣伊西德罗被认为是上层收入人士的居住地点。

## 基础设施
圣伊西德罗绿地面积广大，橄榄树公园的历史可以追溯到4个世纪前，圣伊西德罗市立图书馆就位于此公园内。
区内文化活动丰富，有众多剧院、画廊与书店。

## 景点
- 瓦雅玛卡遗址 (Huaca Huallamarca)
- 橄榄树公园 (bosque El Olivar)

## 交通
利马都会快道（Metropolitano)